# 200 Amsterdam Avenue
Le 200 Amsterdam Avenue est un gratte-ciel de 204 mètres de hauteur à New York aux États-Unis. Il fut achevé en 2021.